# Bom Jardim (kommun i Brasilien, Maranhão, lat -3,77, long -46,22)
Bom Jardim är en kommun i Brasilien.   Den ligger i delstaten Maranhão, i den nordöstra delen av landet, 1 300 km norr om huvudstaden Brasília. Antalet invånare är 39 093.
I omgivningarna runt Bom Jardim växer i huvudsak städsegrön lövskog. Runt Bom Jardim är det glesbefolkat, med 17 invånare per kvadratkilometer.